# منتخب الاتحاد السوفيتي لكرة اليد للسيدات
منتخب الاتحاد السوفيتي لكرة اليد للسيدات كان الممثل الرسمي للاتحاد السوفيتي في رياضة كرة اليد.

## الأولمبياد
- الألعاب الأولمبية الصيفية 1976 :  البطل
- الألعاب الأولمبية الصيفية 1980 :  البطل
- الألعاب الأولمبية الصيفية 1988 :  3

## بطولة العالم
- بطولة العالم لكرة اليد للسيدات 1962 : 6
- بطولة العالم لكرة اليد للسيدات 1973 :  3
- بطولة العالم لكرة اليد للسيدات 1975 :  2
- بطولة العالم لكرة اليد للسيدات 1978 :  2
- بطولة العالم لكرة اليد للسيدات 1982 :  البطل
- بطولة العالم لكرة اليد للسيدات 1982 :  البطل
- بطولة العالم لكرة اليد للسيدات 1990 :  البطل